# Tinagma klimeschi
Tinagma klimeschi is een vlinder uit de familie lepelmotten (Douglasiidae). De wetenschappelijke naam is voor het eerst geldig gepubliceerd in 1987 door Gaedike.
De soort komt voor in Europa.